# Гуманоид Атакамы
Гумано́ид Атака́мы (Атакамский гуманоид, Атакамская мумия, сокращённо Ата) — небольшая, порядка 15 см, женская человеческая мумия, найденная в 2003 году в заброшенном поселке Ла-Нория (исп. La Noria) пустыни Атакама. Находится в частной коллекции испанского бизнесмена.

## История мумии
В октябре 2003 года собиратель артефактов индейской истории по имени Оскар Муньос (исп. Oscar Muñoz) исследовал заброшенный чилийский городок Ла-Нория (La Noria), который расположен примерно в 56 км от городка Икике в пустыне Атакама (desierto de Atacama). Он и обнаружил свёрток с маленькой человекоподобной мумией. Её длина составляла около 15 сантиметров и внешне имела неплохую сохранность. Присутствовали даже твёрдые зубы.
Мумия имела две особенности. Во-первых, это всего девять пар рёбер, в отличие от двенадцати обычных для человека. Во-вторых, сильно удлинённый череп. Яйцеголовость придавала сходство с классическим кино-инопланетянином. По этой причине находка была названа «Гуманоидом Атакамы».
Позже Оскар Муньос продал свою находку владельцу местного паба примерно за 60 долларов США. Тот, в свою очередь, перепродал её нынешнему владельцу, испанскому бизнесмену Рамону Навиа-Осорио (исп. Ramón Navia-Osorio), по цене, возможно, достигавшей 160 тысяч долларов. Так Гуманоид Атакамы оказался в частной коллекции Барселоны, где его имя сократили до «Ата».

## Популяризация
Атакамская мумия получила мировую известность благодаря американцу, доктору Стивену Гриру (англ. Steven Macon Greer), профессиональному популяризатору НЛО и подобных явлений. В 2012 году он заявил о ведущихся исследованиях тела возможного инопланетного существа. Якобы специалисты по отклонениям в развитии скелета уже пришли к выводу о маловероятности того, что Гуманоид Атакамы является человеком. Полный отчёт об этих исследованиях доктор Стивен Грир обещал представить в своём фильме под названием «Сириус», вышедшем в 2013 году.
В фильме говорится, что изучение мумии проводилось под руководством доктора иммунологии Гарри Нолана (англ. Harry P. Nolan), директора Центра протеомики иммунных систем Медицинской школы Стэнфордского университета в Калифорнии. Группа Нолана, кроме рентгена и томографии, провела детальный анализ ДНК. Однако полного научного отчёта в фильме не представлено.

## Изучение
На детальное изучение атакамского гуманоида в калифорнийском Стэнфордском университете ушло около полугода. Результаты были обнародованы на специальной пресс-конференции руководителя группы исследователей Гарри Нолана.
Анализ ДНК, взятый из костного мозга рёбер, показал, что мумия являет собой редкую мутацию человека женского пола. Причём её мать совершенно определённо была родом с западного побережья Южной Америки, то есть, по всей видимости, чилийкой.
Исследования выявили неизвестную ранее аномалию развития скелета. Изучение рентгеновских снимков и результатов томографии показало, что плотность эпифизарных пластинок коленей (хрящевые пластинки роста у детей на концах длинных костей) соответствует показателям у ребёнка примерно семилетнего возраста.
Также был объективно оценён возраст находки. Оказалось, что мумия сравнительно недавняя. Её останкам лишь более четырёх десятков лет, хотя первоначально не исключался возраст, сравнимый с тысячелетием. Причина в том, что Атакамская пустыня — одно из самых сухих мест на земле, способствующих нетлению органики.
В 2018 группа исследователей Гарри Нолана опубликовала в журнале Genome Research научную статью о результатах исследования ДНК мумии (Bhattacharya et al., 2018). Учёные определили, что это «девочка-ребёнок, который был или не доношен, или родился заметно позже срока и умер практически сразу после появления на свет». Необычный внешний вид обусловлен негативными мутациями примерно в 60 генах, приведшими к сколиозу, преждевременному старению, нарушениям в синтезе коллагена и костной ткани, аномальному числу рёбер и другим дефектам развития плода.
Сиан Халькроу из Университета Отаго (Новая Зеландия) и её коллеги из университетов США, Швеции и Чили поставили под сомнение выводы группы Нолана, так как они не обнаружили у атакамской мумии никаких признаков скелетных аномалий плода.

## Версии происхождения
По мнению доктора Гарри Нолана, может быть два объяснения обнаруженных фактов.
Первое, маловероятное, — то, что атакамская девочка страдала неизвестной и тяжелейшей разновидностью карликовости. То есть она родилась очень маленькой и реально прожила около семи лет. Проверка гипотезы планируется в дальнейшем. Её можно провести, сравнив состав гемоглобина из костного мозга образца с гемоглобином нормального взрослого человека.
Вторая версия, противоположная, заключается в том, что атакамская девочка была больна прогерией, то есть аномально быстрым старением. Она скончалась во чреве матери или сразу после преждевременных родов.
Не исключаются также токсикологические факторы. Известно, что некоторые токсиканты вызывают врождённые дефекты. Для рассмотрения этой гипотезы в дальнейшем планируется провести масс-спектрометрию тканей с целью найти либо эти токсиканты, либо их метаболиты.
Точка зрения доктора Нолана имеет своих оппонентов. Например, известный палеоантрополог доктор Уильям Джангерс (англ. William Jungers) из университета Стоуни-Брук в штате Нью-Йорк, США, полагает, что гуманоид Атакамы — это всего лишь небрежно высушенный мертворождённый, недоношенный ребёнок. В подтверждение своей версии он обращает внимание на лишь чуть окостеневшие и незрелые части конечностей, а также на широкий, открытый лобный шов черепа. Однако, по мнению доктора Нолана, это не объясняет нехватки рёбер и недостаточную плотность эпифизарных пластинок.
Общим мнением всех участников исследований является убеждённость, что атакамская карлица — не инопланетянка и не специально изготовленная мистификация.